# Buin Baru
Buin Baru is een bestuurslaag in het regentschap Sumbawa van de provincie West-Nusa Tenggara, Indonesië. Buin Baru telt 2129 inwoners (volkstelling 2010).